# Slaveykov Peak
Der Slaveykov Peak (englisch; bulgarisch Славейков връх Slawejkow wrach) ist ein 1760 m hoher Berg auf Smith Island im Archipel der Südlichen Shetlandinseln. In der Imeon Range ragt er 2 km südwestlich des Mount Foster, 1,12 km nordnordöstlich des Neofit Peak, 2,4 km östlich des Lakatnik Point und 3,45 km nordwestlich des Ivan Asen Point auf. Der Armira-Gletscher liegt südöstlich, der Bistra-Gletscher nördlich von ihm.
Bulgarische Wissenschaftler kartierten ihn 2009. Die bulgarische Kommission für Antarktische Geographische Namen benannte ihn 2006 nach dem bulgarischen 
Dichter Petko Slawejkow (1827–1895).